# Nazionale maschile under 18 di calcio della Spagna
La Nazionale di calcio spagnola Under-18 è la rappresentativa calcistica Under-18 della Spagna ed è posta sotto l'egida della Real Federación Española de Fútbol. Nella gerarchia delle nazionali giovanili spagnole è posta prima della Nazionale Under-17.

## Palmarès
- FIFA Junior Tournament: (ora Europeo Under-19)

Primo posto: 2 (1952, 1954)
- UEFA Junior Tournament: (ora Europeo Under-19)

Secondo posto: 2 (1957, 1964)
Terzo posto: 1 (1976)
- UEFA-CAF Meridian Cup:

Primo posto: 3 (1999, 2001, 2003)
Secondo posto: 1 (1997)
Terzo posto: 1 (2005)